# Radek Łukasiewicz
Radek Łukasiewicz (ur. 13 czerwca 1981 w Wołominie) – polski muzyk, autor tekstów, kompozytor muzyki teatralnej i filmowej, producent muzyczny oraz realizator dźwięku. Współzałożyciel zespołów Pustki, Bisz/Radex, Polskie Znaki, Matylda/Łukasiewicz. Autor tekstów piosenek artystów takich, jak Artur Rojek, Brodka, Piotr Zioła. Założyciel wytwórni płytowej Adult Contemporary. Absolwent wydziału Lingwistyki Stosowanej Uniwersytetu Warszawskiego, tłumacz języków angielskiego i francuskiego.

## Twórczość
Wczesne lata
Pierwszy zespół Łukasiewicza to założony w wakacje 1996 roku Larvix. Dwa lata później dołączył do związanego ze sceną hardcore punk składu Art brut, gdzie poznał Grzegorza Śluza. Zespół nagrał demo i wystąpił na kilku koncertach.
Pustki
W 1999 wraz z Jankiem Piętką założył w rodzinnym Ostrówku zespół Pustki. Do składu dołączyli również Grzegorz Śluz, Łukasz Nowak oraz Milena Łukasiewicz, siostra Radka. Na przestrzeni 20 lat działalności członkami grupy byli też: Barbara Wrońska, Daniel Pigoński, Filip Zawada i Szymon Tarkowski. Łukasiewicz nagrał z Pustkami 7 płyt studyjnych oraz album live w ramach cyklu Najmniejszy Koncert Świata. Jest autorem większości tekstów piosenek zespołu, w tym Lugola, O krok, Parzydełko, Się wydawało, Koniec kryzysu czy Wampir. Grupa była także wielokrotnie nagradzana i nominowana do licznych nagród (m.in. Paszporty Polityki, Fryderyki). Zespół zawiesił swoją działalność w 2019 roku.
Bisz/Radex
Łukasiewicz nawiązał kontakt z raperem Jarosławem “Biszem” Jaruszewskim w 2012 roku po wysłuchaniu utworu Pollock. W 2016 roku ukazał się Wilczy humor, pierwsze wydawnictwo duetu Bisz/Radex. Łukasiewicz zadebiutował na tym albumie jako samodzielny producent. Pozycja uplasowała się na 3 miejscu OLiS. Premierze płyty towarzyszył projekt Wilczy humor- ironia losu w trzech aktach na rapera i dwóch stand-uperów, połączenie koncertu i stand-upu, w którym wzięli udział Bisz, Radex, Abelard Giza, Kacper Ruciński oraz macierzysta formacja rapera, B.O.K. Wydarzenie zaprezentowano dwukrotnie, w Bydgoszczy i w Gdańsku. Utwory z Wilczego humoru zostały zaaranżowane przez Łukasiewicza na ośmioosobowy zespół instrumentalny.
W 2019 roku premierę miał drugi krążek Duch oporu, na którym Radex napisał teksty refrenów do utworów Światło wody, Pokaż mi język, Zysk albo śmierć, Kość. Dwa lata później album został wydany na winylu, z gościnnym udziałem Julii Pietruchy w reworku piosenki Oflajn.
Polskie Znaki
Polskie Znaki to grupa założona przez Radka Łukasiewicza, Jarka Ważnego i Janusza Zdunka. Muzycy współpracowali już ze sobą w zespole Buldog. Postanowili pochylić się nad tradycyjnymi polskimi pieśniami żałobnymi i stworzyć na ich kanwie współczesne utwory. Album Rzeczy ostatnie ukazał się w 2022 roku. Gościnnie zaśpiewali na nim Matylda Damięcka, Bart Sosnowski, Sanah, Mark Lanegan, Małgorzata Sobczyk, Vito Bambino i Michał Szpak.
Matylda/Łukasiewicz
Początki współpracy Matyldy Damięckiej i Radka Łukasiewicza sięgają roku 2014. W 2022 Damięcka zaśpiewała w utworach O jak fałszywe wszystko i Anielski orszak na albumie Rzeczy ostatnie. Na początku roku 2023 opublikowany został pierwszy singiel duetu Matylda/Łukasiewicz pod tytułem Matka. Łukasiewicz odpowiada za muzykę i produkcję oraz współtworzy teksty utworów zespołu. Na potrzeby drugiego sezonu audioserialu Mierzeja, duet nagrał cover przeboju Roberta Gawlińskiego Nie stało się nic. Premiera debiutanckiego albumu formacji Matka miała miejsce 15 maja 2024 roku.
Składy koncertowe i występy gościnne
W latach 2001–2004 występował z zespołem improwizującym Melancholia. Skład opublikował nagranie Słoneczniki (składanka Warszawski Underground Jazzowy). Od 2008 do 2013 roku był basistą składu koncertowego Ballady i Romanse. W latach 2011–2014 grał koncerty z grupą Buldog. Nagrywał i koncertował z Brodką, Meek Oh Why?, a także zespołami Paula i Karol, Bye Bye Butterfly oraz Kobiety. W latach 2012–2020 był aktywnym chórzystą (baryton) w Chórze Archikatedry Warszawskiej oraz Chórze Warszawskim Fundacji Nowa Orkiestra Kameralna. Na potrzeby gali wręczenia Paszportów Polityki w 2018 przygotował oprawę muzyczną, którą zaprezentował z grupą Radek Łukasiewicz All Stars. W jej skład weszli Jacek Kita (Levity) oraz Krzysztof Pożarowski i Aleksander Orłowski (obaj z Magnificent Muttley), a utwory zaśpiewały Brodka, Natalia Przybysz, Łukasiewicz oraz Bisz.
Klub Komediowy
Radek Łukasiewicz od 2014 roku jest stałym współpracownikiem warszawskiego Klubu Komediowego. Jest autorem muzyki do spektakli Fabularny przewodnik po… trzecim trymestrze, Hotel Asteroid. Space opera w trzech scenach, Pod sennym szerszeniem, Z człowiekiem wśród zwierząt oraz Moja żona odeszła z naszą terapeutką. Ponadto stworzył muzykę do piosenek W zeszłe święta, Zawieszony, Marta, To lubię.
Inne
Stypendysta Ministra Kultury i Dziedzictwa Narodowego, wielokrotnie jako muzyk brał udział w festiwalach literackich i slamach. Jego teksty były drukowane m.in. w miesięczniku „Więź” czy w antologii młodej poezji związanej ze Staromiejskim Domem Kultury w Warszawie Proszę pokazać język.  Były redaktor czasopisma "Machina", autor artykułów o muzyce w polskim wydaniu "Vogue". Współautor (wraz z Angeliką Kucińską i Bartkiem Czarkowskim) audycji Zanadrze w Akademickim Radiu Kampus, nieregularnie prowadzi audycje muzyczne w Radiu 357. Pomysłodawca działającej przy Europejskich Targach Muzycznych Wymienialni Płyt. Prowadzący warsztaty dla muzyków i tekściarzy w ramach szkoleń Sklejam Słowa i Tak Brzmi Miasto.

## Dyskografia
Albumy:
- Pustki- Studio Pustki (2001)
- Pustki- 8 Ohm (2004)
- Pustki- Do mi no (2006)
- Pustki- Koniec kryzysu (2008)
- Pustki- Kalambury (2009)
- Pustki- Safari (2014)
- Pustki- Wydawało się (2015)
- Bisz/Radex- Wilczy humor (2016)
- Bisz/Radex- Duch oporu (2019)
- Polskie Znaki- Rzeczy ostatnie (2022)
- Matylda/Łukasiewicz- Matka (2024)

Albumy koncertowe:
- Ballady i Romanse- Zapomnieć/Live (2011)
- Pustki- Najmniejszy Koncert Świata (2013)
- Buldog- Koncerty w Trójce (2013)

Wybrane teksty piosenek:
- Artur Rojek- Bez końca oraz wszystkie piosenki z albumu Kundel
- Artur Rojek- Syreny
- Brodka- Granda
- Brodka- Krzyżówka dnia
- Brodka- W pięciu smakach
- Brodka- K.O.
- Piotr Zioła- W ciemno
- Artur Rojek- Lekkość
- Momo- Od dzisiaj
- Mela Koteluk- Pobite gary
- Piotr Zioła- Zapalniki (feat. Natalia Przybysz)

Muzyka filmowa:
- Jutro mnie tu nie będzie- reż. Julia Kolberger, 2010 (etiuda filmowa)
- Mazurek- reż. Julia Kolberger, 2013 (film krótkometrażowy)
- Żegnam cię, mój świecie wesoły- reż. Joo Joostberens, 2023 (film dokumentalny, wraz z zespołem Polskie Znaki)

Muzyka teatralna:
- Efekt

reż. Agnieszka Glińska
STUDIO teatrgaleria, Warszawa
premiera: 6 marca 2015
- Królewna Logorea i niedźwiedź

reż. Jakub Krofta
Teatr Lalek Guliwer, Warszawa
premiera: 10 października 2015
- Fabularny przewodnik po... trzecim trymestrze

reż. Aneta Groszyńska, Michał Sufin
Klub Komediowy, Warszawa
premiera: 15 grudnia 2015
- Hotel Asteroid. Space opera w trzech aktach

reż. Agnieszka Groszyńska, Michał Sufin
Klub Komediowy, Warszawa
premiera: 24 listopada 2016
- Spowiedź motyla

reż. Julia Kijowska, Wojciech Faruga
Teatr Ateneum im. Jaracza, Warszawa
premiera: 5 października 2017
- Pod sennym szerszeniem

reż. Aneta Groszyńska
Klub Komediowy, Warszawa
premiera: 23 października 2017
- Mam na imię kobieta

reż. Anna Król
Big Book Festival, Warszawa
premiera: 22 czerwca 2018
- Czarne czy białe (wspólnie z Marią Peszek)

reż. Anna Król
Big Book Festival, Warszawa
21 czerwca 2019
- Nieustraszeni Pogromcy Smogu

reż. Michał Walczak
TR Warszawa
premiera: 28 września 2019
- Z człowiekiem wśród zwierząt

reż. Aneta Groszyńska
Klub Komediowy, Warszawa
premiera: 10 października 2019
- Folwark Ostateczny

reż. Matylda Damięcka
Big Book Festival, Warszawa
premiera: 25 czerwca 2021
- Złoty pociąg superstar

reż. Aneta Groszyńska
Teatr Dramatyczny im. Jerzego Szaniawskiego w Wałbrzychu
premiera: 25 marca 2022
- Pączek i Pompon Wracają do domu

reż. Kuba Krofta
Teatr Lalek Guliwer, Warszawa
premiera: 23 kwietnia 2022
- Wolność Secondhand

reż. Tomasz Cyz
Big Book Festival, Warszawa
premiera: 24 czerwca 2022
Kierownictwo muzyczne oraz występ z zespołem Polskie Znaki
- Kamienny sufit

reż. Aneta Groszyńska
Big Book Festival, Warszawa
premiera: 26 czerwca 2022
- Moja żona odeszła z naszą terapeutką, czyli jak zakończyć wieloletni związek i nic przy tym nie poczuć

reż. Michał Sufin
Klub Komediowy, Warszawa
premiera: 16 marca 2023
- Nad Niemnem

reż. Sebastian Majewski
Teatr Dramatyczny im. Jerzego Szaniawskiego w Wałbrzychu
premiera: 31 marca 2023
- Jak się starzeć bez godności

reż. Maciej Podstawny
Teatr Komedia, Warszawa
premiera: 10 listopada 2023
- Misja Sowy

reż. Aneta Groszyńska, Michał Sufin
Teatr Komedia, Warszawa
premiera: 6 grudnia 2023

## Nagrody
2008
- nagroda redakcji muzycznej Programu III Polskiego Radia „Szczota 2008” w kategorii Album roku dla płyty Koniec kryzysu (laur)[33]
- Paszporty “Polityki” w kategorii Muzyka popularna dla zespołu Pustki (nominacja)[34]

2009
- Nagroda Artystyczna Miasta Torunia im. Grzegorza Ciechowskiego dla zespołu Pustki (laur)[35]
- Mateusze w kategorii Wydarzenie dla zespołu Pustki (nominacja)[36]
- Fryderyk w kategorii Album roku dla płyty Koniec kryzysu (nominacja)[37]
- Paszporty “Polityki” w kategorii Muzyka popularna dla zespołu Pustki (nominacja)[38]

2010
- Nagroda XI Europejskiego Festiwalu Muzyki Autorskiej Transvocale dla zespołu Pustki (laur)[39]
- Miazga miesięcznika PULP w kategorii Płyta roku dla albumu Koniec kryzysu (laur)
- Miazga miesięcznika PULP w kategorii Zespół roku dla zespołu Pustki (laur)
- Mateusze w kategorii Wydarzenie dla zespołu Pustki (nominacja)[40]

2015
- Fryderyk w kategorii Album roku dla płyty Safari (nominacja)[41]

2017
- Fryderyk w kategorii Album roku dla płyty Wilczy humor (nominacja)[42]

2023
- Fryderyk w kategorii Album roku dla płyty Rzeczy ostatnie (nominacja)[43]
- Finał nagrody Folkowy Fonogram Roku[44]